# Grekan
Grekan è una frazione del comune di Belsh in Albania (prefettura di Elbasan).
Fino alla riforma amministrativa del 2015 era comune autonomo, dopo la riforma è stato accorpato, insieme agli ex-comuni di Fierzë, Kajan e Rrasë  a costituire la municipalità di Belsh.

## Località
Il comune era formato dall'insieme delle seguenti località:
- Grekan
- Deshiran
- Guras
- Rrens